# Exhibitionism

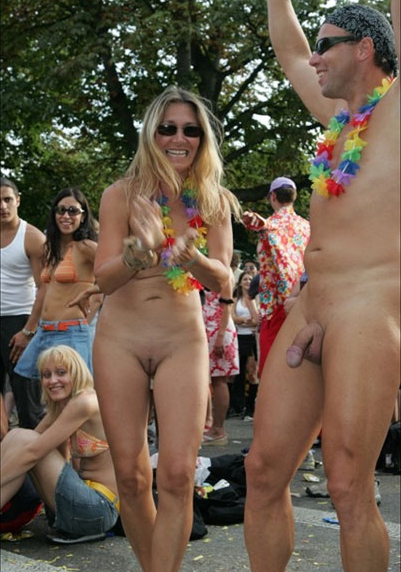
Exhibitionism är en term med mycket bred betydelse men som ofta förknippas med en drift att visa sig naken inför andra människor.

Exhibitionism är en drift att på olika sätt synas och uppmärksammas i offentligheten vilket i sin extrema form kan innebära att blotta sitt könsorgan för främlingar. Exempel på exhibitionism är en person som vill märkas i  folksamlingar antingen genom handlingar eller utseende, synas i media eller visa upp sig inför en publik.

## Som parafili
Som parafili innebär exhibitionism att en person har en önskan att blotta sitt könsorgan för främlingar, utan att detta i sig är förenat med en önskan om sexuell umgänge. Som regel hänger denna önskan samman med sexuell upphetsning, och åtföljs av onani. Att ge vika för denna önskan är i många länder ett sexualbrott, och kan rubriceras som sexuellt ofredande eller förargelseväckande beteende. Personer som begår detta brott kallas blottare. Exhibitionism som parafili faller under diagnoserna 302.4 i DSM-IV-TR och F652 i ICD-10. För att diagnostiseras som exhibitionist behöver personen inte ha utfört handlingen, det räcker med önskan om detta. För att anses som en psykisk störning måste symptomen varat i sex månader eller mer, samt hämmat personen i dess liv. Det kan också innebära att njuta av att ha sex inför andra människor, antingen personer som själv vill se på, eller inför oombedda främlingar. Det senare är också ett sexualbrott.  
Exhibitionistiska handlingar kan vara straffbara såsom sexuellt ofredande enligt 6 kap. 10 § Brottsbalken. Handlandet ska typiskt sett vara ägnat att väcka obehag eller kränka en annan persons sexuella integritet, men det är inte nödvändigt. Om brottet begås offentligt är det förargelseväckande beteende.
Exhibitionism har ibland definierats som ett tvångssyndrom, och betraktats som ett tillstånd som påminner om substansmissbruk. Det kan också bero på exempelvis hypersexuell störning, ingå i en impulskontrollstörning, med mera. Många som ger vika för exhibitionismen begår samma brott igen, och det är inte ovanligt att en blottare senare begår våldtäkt och sexövergrepp på barn. En provocerad blottare kan vara farlig.
Exhibitionism kan behandlas med psykoterapi, antidepressiva läkemedel, testosteronsänkande läkemedel eller östrogenpreparat.